# 凯克切
凯克切，是匈牙利索博尔奇-索特马尔-贝拉格州所辖的一个村。总面积18.23平方公里，总人口1551，人口密度85.1人/平方公里（2011年1月1日）。